# SN 2002fn
SN 2002fn – supernowa typu I odkryta 12 kwietnia 2002 roku w galaktyce A140007+0454. W momencie odkrycia miała maksymalną jasność 24,10m.